# Pseudoxandra vallicola
Pseudoxandra vallicola är en kirimojaväxtart som beskrevs av Paulus Johannes Maria Maas. Pseudoxandra vallicola ingår i släktet Pseudoxandra och familjen kirimojaväxter. Inga underarter finns listade i Catalogue of Life.